# شفعی‌بیگ رستم‌بیگلی
شفیعی‌بیگ رستم‌بیگلی (ترکی آذربایجانی: Şəfi bəy Rüstəmbəyli) سردبیر روزنامه «آذربایجان»، نماینده مجلس ملی جمهوری دمکراتیک آذربایجان و نیز جانشین وزیر کشور این جمهوری بود.

## زندگی‌نامه
شفیعی‌بیگ رستم‌بیگلی در سال ۱۹۸۲، در روستای «آیدینقیشلاق» استان  نوخه در امپراتوری روسیه تولد یافت. بعد از آنکه مدرسه را در گنجه سپری کند، در سال ۱۹۱۱، وارد دانشکده حقوق دانشگاه کی‌یف شد. دوران دانشجویی اش در این شهر اثرات زیادی در شکل‌گیری جهان‌بینی و طرز اندیشه شفعی‌بیگ به عنوان یک سیاستمدار گذاشت. وی پس از مدتی به عضویت «سازمان هم وطنان آذربایجانی» که در دانشگاه یادشده تأسیس شده بود، درآمد و حضور فعالی در فعالیت‌های آن داشت. در اکتبر همان سال، دانشجویان آذربایجانی شعبه حزب مساوات را که به صورت مخفی بنیانگذاری شده بود، در کی‌یف تأسیس کردند که، ریاست آن به عهده یوسف وزیر چمن‌زمینلی بود. شفعی‌بیگ نیز به یکی از اعضای فعال این شعبه تبدیل شد. او پس از آنکه در سال ۱۹۱۶ دانش‌آموخته شد، به گنجه بازگشت و برای مدتی در دادگاه کار کرد.

## کارنامه سیاسی
شفیعی‌بیگ رستم‌بیگلی یکی از کسانی بود، که در همایش «مسلمانان آذربایجان» در باکو در آوریل سال ۱۹۱۷، خواهان اعطاء خودمختاری به آذربایجان شده بودند. در ماه مه همان سال در همایش «مسلمانا روسیه» که در مسکو برگزار شد نیز شرکت کرد. وی عضو «کمیساریای قفقاز جنوبی» که در سال ۱۹۱۷ به تأسیس رسیده بود، و نیز فراکسیون مسلمانان شورای قفقاز جنوبی بود.
در سال ۱۹۱۸، شفیعی‌بیگ به عنوان سردبیر بخش روسی روزنامه «آذربایجان»، یکی از رسانه‌های جمهوری دمکراتیک گماشته شد. تعداد زیادی از مقالات وی در صفحات روزنامه به چاپ می‌رسیده‌است.

## فعالیت در جمهوری دمکراتیک آذربایجان
شفیعی‌بیگ رستم‌بیگلی به مجلس ملی آذربایجان که در ۷ دسامبر سال ۱۹۱۸ به‌طور شکوه مندی افتتاح گردید، راه یافت. او اولین سردبیر روزنامه «آذربایجان» بود، که همزمان نماینده مجلس هم انتخاب شده بود. شفعی‌بیگ برای مدتی ریاست دفتر، و همچنین از اوایل سال ۱۹۲۰، جانشینی وزارت کشور را به عهده داشت.
شفیعی‌بیگ همگامی که سردبیر روزنام یاد شده و نماینده مجلس بود، در سال ۱۹۱۹، اولین قانون رسانه‌های گروهی ملی را تدوین کرده و در مجلس به تصویب رساند.
در ماه آوریل سال ۱۹۲۰، زمانی که ارتش سرخ شوروی آماده یورش بر آذربایجان می‌شد، شفیعی‌بیگ رستم‌بیگلی همراه با محمدامین رسول‌زاده در مذاکرات نمایندگان و سران کشور در مجلس به شدت از مقابله با روس‌ها حمایت می‌کردند؛ ولی در ۲۸ ماه آوریل آذربایجان به تصرف شوروی درآمده و جمهوری دمکراتیک سقوط کرد.
بعد از این اتفاقات وادار شد به شهر تفلیس منتقل گردد. با آنکه در تفلیس تحت ریاست وی «کمیته نجات آذربایجان» دایر شد، ولی با تسخیر گرجستان توسط ارتش سرخ در فوریه سال ۱۹۲۱، شفعی‌بیگ راه ترکیه را در پیش گرفت.
وی در ترکیه روزهای سختی را گذراند. بعد از مدتی، در سال‌های مختلفی روزنامه‌هایی تأسیس و از سال ۱۹۳۰، از فعالیت سیاسی کناره‌گیری کرد.
شفیعی‌بیگ رستم‌بیگلی در سال ۱۹۶۰ درگذشت و در قبرستان «فری کوی» واقع در استانبول خاکسپاری شد.